# Береніка Хіоська
Береніка Хіоська (пом. 72/71 до н. е.) — аристократка з грецького острова Хіос, третя дружина понтійського царя Мітрідата VI Євпатора. 
У 86 до н. е. Мітрідат депортував мешканців міста Хіос, після чого передав ці землі понтійським солдатам.
Тоді він і зустрів Береніку, яка мешкала у столиці острова. Вона стала його наложницею та третьою дружиною. Існує припущення, що Євпатор перейменував столицю острова на честь дружини. Нове ім'я збереглося до римського вторгнення 85 до н. е.
У 72/71 до н. е. Мітрідат дав Береніці отруту, щоб вона уникла полону воїнами римського консула Лукулла і можливого насильства з боку римлян. Коли отрута не подіяла, вона була вбита євнухом. Разом з нею були вбиті інша дружина Мітрідата - Моніма та його сестри Роксана та Статіра.